# Чонтой
Чонтой (чечен. Чонтой) — один из многочисленных чеченских тайпов, входящий в тукхум овхой. Чонтой — одно из древних названий пхарчхоевцев. Представители пхарчхоевской группы.

## История
Тайп упоминается в работе Нану Семёнова под названием «Сказки и легенды чеченцев» 1882 года.
Название тайпа Чонтой — можно связать с топонимом Чонтой-мохк «Чонтойцев земля», которая простиралась в начале XIX в. по левому берегу р. Сулак до Каспийского моря.
Чеченский исследователь-краевед, педагог и народный поэт А. С. Сулейманов, на южной стороне Юрт-Ауха зафиксировал топоним Чонти кажа (чечен. Чонти кӀажа) «Чонти (л.) поляна». А. С. Сулейманов сообщает, что в данном случае «Чонти» собственное имя владельца, однако, не исключает возможность связи с этнонимом (тайпом). Также он зафиксировал урочище Чонтой-Отар на юго-восточной стороне с. Мини-атагӀа, где в прошлом находился хутор, основанный чонтойцами-ауховцами. Хутор давно ликвидирован, ныне пастбище, пашни.
Родовое село тайпа чонтой — Чонтой-Эвл. В начале XIX века по левому берегу реки Сулак в её равнинном течении до Каспийского моря, были овечьи кутаны и хутора в которых проживали представители чонтой. В наше время широко расселён по всему Терско-Сулакскому междуречью.
В середине — второй половине XVIII в. конфликты возникшие из-за земли, между чеченскими обществами и кумыкскими феодалами переросли в вооруженную борьбу местного населения. Для ведения вооруженной борьбы против дагестанских феодалов и царских войск в отдельных чеченских землях начали создаваться боевые дружины, во главе со своими предводителями. Так, боевая дружина Чонтойцев долгое время возглавлялась жителем селения Геза-Юрт (чечен. ГӀеза-Юрт) Абду-Разаком (чечен. Ӏабдраьзкъа). Имя Абду-Разака овеяно легендами, однако, определенно можно утверждать, что он со своими отрядами боролся против дагестанских феодалов в междуречье Сулака и Акташа.
Как свидетельствует полевой материал и относительно немногочисленные документальные источники пхарчхоевское общество Чонтой, подвергались давлению со стороны дагестанских феодалов с конца — XVII — начала XVIII вв. Наиболее ощутимое давление на них было оказано со второй четверти XVIII века, с основания крепости Святого Креста: на землях Чонтойцев, помимо крепости, были основаны и казачьи укрепления и станицы. Соседство крепости, а также постепенное возвышение дагестанских владельцев, поддерживаемых силой оружия Российской Империи, так в Костеке обосновались феодалы во главе с Алишем Хамзиным и его потомками, большая часть местного населения вытеснялась со своих земель либо уничтожалась.